# Spominski znak Zavarovanje minskih polj
Spominski znak Zavarovanje minskih polj je spominski znak Slovenske vojske, ki je namenjen pripadnikom enot TO RS, ki so sodelovali pri razminiranju vojašnice Cerklje ob Krki od 27. oktobra 1991 do vključno 30. aprila 1993.

## Opis
Znak ima obliko ščita zelene barve. Na zgornjem delu je z zlatimi črkami napisano ZAVAROVANJE MINSKIH POLJ. V sredini znaka je pehotna mina, ograjene z varovalnim trakom rumeno-bele barve.

## Nadomestne oznake
Nadomestna oznaka je modre barve z zlatim lipovim listom, ki ga križa puška.

## Nosilci
- nosilci spominskega znaka Zavarovanje minskih polj